# Europaspiele 2015/Teilnehmer (San Marino)
| Gelbes Symbol für Goldmedaillen mit stilisierten Olympischen Ringen | Graues Symbol für Silbermedaillen mit stilisierten Olympischen Ringen | Braundes Symbol für Bronzemedaillen mit stilisierten Olympischen Ringen |
| ------------------------------------------------------------------- | --------------------------------------------------------------------- | ----------------------------------------------------------------------- |
| —                                                                   | 1                                                                     | 1                                                                       |

San Marino nahm in Baku an den Europaspielen 2015 teil. Vom Comitato Olimpico Nazionale Sammarinese wurden neun Athleten in sechs Sportarten nominiert.

## Bogenschießen
| Athleten       | Wettbewerb | Platzierungsrunde | Platzierungsrunde | 1. Runde (64er)  | 1. Runde (64er) | 2. Runde (32er) | 2. Runde (32er) | Achtelfinale | Achtelfinale | Viertelfinale | Viertelfinale | Halbfinale | Halbfinale | Finale | Finale   | Rang |
| Athleten       | Wettbewerb | Ringe             | Rang              | Gegner           | Ergebnis        | Gegner          | Ergebnis        | Gegner       | Ergebnis     | Gegner        | Ergebnis      | Gegner     | Ergebnis   | Gegner | Ergebnis | Rang |
| -------------- | ---------- | ----------------- | ----------------- | ---------------- | --------------- | --------------- | --------------- | ------------ | ------------ | ------------- | ------------- | ---------- | ---------- | ------ | -------- | ---- |
| Männer         |            |                   |                   |                  |                 |                 |                 |              |              |               |               |            |            |        |          |      |
| Emanuele Guidi | Einzel     | 577               | 63                | Rick van der Ven | 0 : 6           | –               | –               | –            | –            | –             | –             | –          | –          | –      | –        |      |

## Judo
| Athleten        | Wettbewerb        | 1. Runde | 1. Runde | 2. Runde | 2. Runde | Achtelfinale    | Achtelfinale | Viertelfinale | Viertelfinale | Hoffnungsrunde Halbfinale | Hoffnungsrunde Halbfinale | Halbfinale | Halbfinale | Hoffnungsrunde Finale | Hoffnungsrunde Finale | Finale / Kampf um Bronze | Finale / Kampf um Bronze | Rang |
| Athleten        | Wettbewerb        | Gegner   | Ergebnis | Gegner   | Ergebnis | Gegner          | Ergebnis     | Gegner        | Ergebnis      | Gegner                    | Ergebnis                  | Gegner     | Ergebnis   | Gegner                | Ergebnis              | Gegner                   | Ergebnis                 | Rang |
| --------------- | ----------------- | -------- | -------- | -------- | -------- | --------------- | ------------ | ------------- | ------------- | ------------------------- | ------------------------- | ---------- | ---------- | --------------------- | --------------------- | ------------------------ | ------------------------ | ---- |
| Frauen          |                   |          |          |          |          |                 |              |               |               |                           |                           |            |            |                       |                       |                          |                          |      |
| Jessica Zannoni | Klasse über 78 kg | –        | –        | –        | –        | Gülşah Kocatürk | 000-100      | –             | –             | –                         | –                         | –          | –          | –                     | –                     | –                        | –                        |      |

## Leichtathletik
Hier traten die Athleten aus San Marino für die Athletic Association of Small States of Europe an.
| Athleten              | Wettbewerb     | Finale           | Finale           | Finale           |
| Athleten              | Wettbewerb     | Zeit/Weite       | Rang             | Punkte           |
| --------------------- | -------------- | ---------------- | ---------------- | ---------------- |
| Frauen                |                |                  |                  |                  |
| Martina Muraccini     | Stabhochsprung | 3,20 m           | 6                | 9                |
| Männer                |                |                  |                  |                  |
| Andrea Ercolani Volta | 400 m Hürden   | 53,70 s          | 6                | 9                |
| Federico Gorrieri     | Weitsprung     | 6,79 m           | 10               | 5                |
| Federico Gorrieri     | Dreisprung     | 13,58 m          | 10               | 5                |
| Joseph William Guerra | 1500 m         | 3:58,53 min      | 8                | 7                |
| Joseph William Guerra | 3000 m         | 8:47,94 min      | 7                | 8                |
| Matteo Mosconi        | 110 m Hürden   | nicht angetreten | nicht angetreten | nicht angetreten |
| Eugenio Rossi         | Hochsprung     | 2,15 m           | 6                | 9                |

## Schießen
| Athleten                          | Klasse | Wettbewerb | Qualifikation   | Qualifikation | Halbfinale      | Halbfinale | Finale          | Finale |
| Athleten                          | Klasse | Wettbewerb | Ringe/ Scheiben | Rang          | Ringe/ Scheiben | Rang       | Ringe/ Scheiben | Rang   |
| --------------------------------- | ------ | ---------- | --------------- | ------------- | --------------- | ---------- | --------------- | ------ |
| Frauen                            |        |            |                 |               |                 |            |                 |        |
| Alessandra Perilli                | Flinte | Trap       | 69              | 13            | –               | –          | –               |        |
| Arianna Perilli                   | Flinte | Trap       | 71              | 2             | 14              | 2          | 11              | Silber |
| Männer                            |        |            |                 |               |                 |            |                 |        |
| Manuel Mancini                    | Flinte | Trap       | 122             | 6             | 11              | 5          | –               |        |
| Mixed                             |        |            |                 |               |                 |            |                 |        |
| Alessandra Perilli Manuel Mancini | Flinte | Trap       | 88              | 6             | 23              | 4          | 27              | Bronze |

## Taekwondo
| Athleten          | Wettbewerb       | Achtelfinale      | Achtelfinale | Viertelfinale | Viertelfinale | Hoffnungsrunde Halbfinale | Hoffnungsrunde Halbfinale | Halbfinale | Halbfinale | Hoffnungsrunde Finale / Bronzekampf | Hoffnungsrunde Finale / Bronzekampf | Finale | Finale   | Rang |
| Athleten          | Wettbewerb       | Gegner            | Ergebnis     | Gegner        | Ergebnis      | Gegner                    | Ergebnis                  | Gegner     | Ergebnis   | Gegner                              | Ergebnis                            | Gegner | Ergebnis | Rang |
| ----------------- | ---------------- | ----------------- | ------------ | ------------- | ------------- | ------------------------- | ------------------------- | ---------- | ---------- | ----------------------------------- | ----------------------------------- | ------ | -------- | ---- |
| Männer            |                  |                   |              |               |               |                           |                           |            |            |                                     |                                     |        |          |      |
| Michele Ceccaroni | Klasse bis 68 kg | Alexei Denissenko | 1:19         | –             | –             | –                         | –                         | –          | –          | –                                   | –                                   | –      | –        |      |

## Tischtennis
| Athleten       | Wettbewerb | 1. Runde         | 1. Runde | 2. Runde | 2. Runde | Achtelfinale | Achtelfinale | Viertelfinale | Viertelfinale | Halbfinale | Halbfinale | Finale/Spiel um Platz 3 | Finale/Spiel um Platz 3 | Rang |
| Athleten       | Wettbewerb | Gegner           | Ergebnis | Gegner   | Ergebnis | Gegner       | Ergebnis     | Gegner        | Ergebnis      | Gegner     | Ergebnis   | Gegner                  | Ergebnis                | Rang |
| -------------- | ---------- | ---------------- | -------- | -------- | -------- | ------------ | ------------ | ------------- | ------------- | ---------- | ---------- | ----------------------- | ----------------------- | ---- |
| Frauen         |            |                  |          |          |          |              |              |               |               |            |            |                         |                         |      |
| Letizia Giardi | Einzel     | Anamaria Erdelji | 0:4      | –        | –        | –            | –            | –             | –             | –          | –          | –                       | –                       |      |

## Wassersport

### Schwimmen
Hier fanden Jugendwettbewerbe statt. Bei den Frauen ist das die U17 (Jahrgang 1999) und bei den Männern die U19 (Jahrgang 1997).
| Athleten         | Wettbewerb     | Vorlauf     | Vorlauf | Halbfinale | Halbfinale | Finale | Finale | Rang |
| Athleten         | Wettbewerb     | Zeit        | Rang    | Zeit       | Rang       | Zeit   | Rang   | Rang |
| ---------------- | -------------- | ----------- | ------- | ---------- | ---------- | ------ | ------ | ---- |
| Frauen           |                |             |         |            |            |        |        |      |
| Beatrice Felici  | 50 m Freistil  | 27,40 s     | 37      | -          | -          | -      | -      |      |
| Beatrice Felici  | 100 m Freistil | 1:00,06 min | 54      | -          | -          | -      | -      |      |
| Elena Giovannini | 200 m Freistil | 2:07,88 min | 34      | -          | -          | -      | -      |      |
| Elena Giovannini | 400 m Freistil | 4:28,98 min | 27      | -          | -          | -      | -      |      |